# گاو مارخور
گاو مارخور (نام علمی: Pseudonovibos spiralis) نام یک گونه از تیره گاوان و بومی کشورهای ویتنام و کامبوج است.